# Husův sbor (Peruc)
Husův sbor, též kaple M. J. Husa, je součást náboženské obce Československé církve husitské v Peruci.
Husův sbor na Peruci je presbyterně-episkopálním společenstvím vedeným po organizační a hospodářské stránce Radou starších a po duchovní knězem. Farářem je vikář Bc. Ivan Bařinka, jáhnem je Ing. Ivo Kraus, DiS., který je od září 2022 zároveň i zmocněncem diecézní rady, který jedná za Radu starších do doby jejího nového zvolení.
Budova kostela (sboru) má čp. 300 s vchodem z Palackého ulice (na křižovatce s ulicí V Edenu). Adresa fary je: V Edenu 258, 439 07 Peruc (okres Louny).

## Historie
V Peruci se příslušníci Církve československé shromažďovali již od roku 1924 k bohoslužbám v místní škole. O několik let později, 6. července 1933 byla slavnostně otevřena kaple M. J. Husa za účasti patriarchy CČS Gustava Adolfa Procházky. Počet příslušníků církve rostl až do 50. let (cca 3000 členů). K 31.12. 2022 měl sbor podle církevního výkazu duchovní správy 37 členů.
Prvním farářem byl bratr Znamenáček, kterého vystřídal bratr farář Slavík a po něm sestra farářka Jindřiška Cihlová. Po jejím odchodu v 70. letech byla perucká náboženská obec administrována nejprve bratrem farářem Malinou z Libochovic a poté znovu br. farářem Znamenáčkem z Loun. Po jeho smrti v roce 1992 sbor administroval br. farář Jan Janota z Loun. V letech 2001–2004 po určitém oživení měla perucká náboženská obec svého faráře Iva Šimůnka. Od roku 2005–2009 sbor administroval br. farář Bogdan Bláha z Libochovic. V roce 2010 se vrátil do sboru farář Ivo Šimůnek, který sloužil do 5.1. 2016. Od roku 2016 do 28.2. 2023 sbor administrovala farářka ThDr. Helena Smolová, Th.D. z Loun, poté sbor administroval do 1.11. 2023 vikář Vladislav Vojtěch Hána z Litvínova, nyní sbor administruje vikář Bc. Ivan Bařinka z vikariátu Benešov.

## Současnost
Husův sbor koná bohoslužby pravidelně vždy o nedělích od 15. hodin. Občasně pořádá kulturní akce (koncerty, besedy). Spolupracuje též se Spolkem na obnovu židovských památek v rámci údržby zeleně na nedalekém Židovském hřbitovu u Hřivčic.

## Galerie

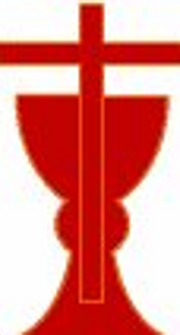
Znak Husova sboru
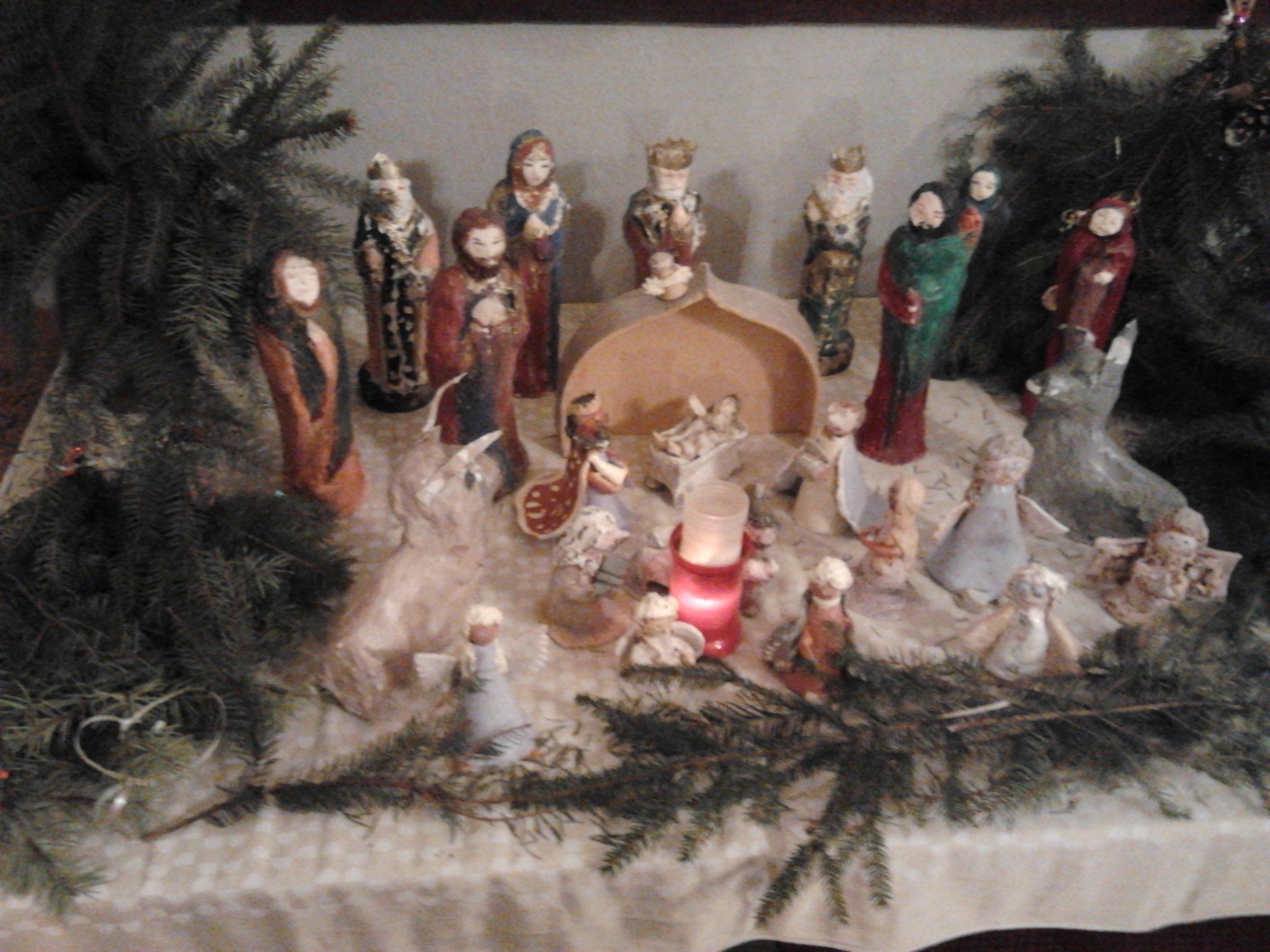
Vánoční Betlém
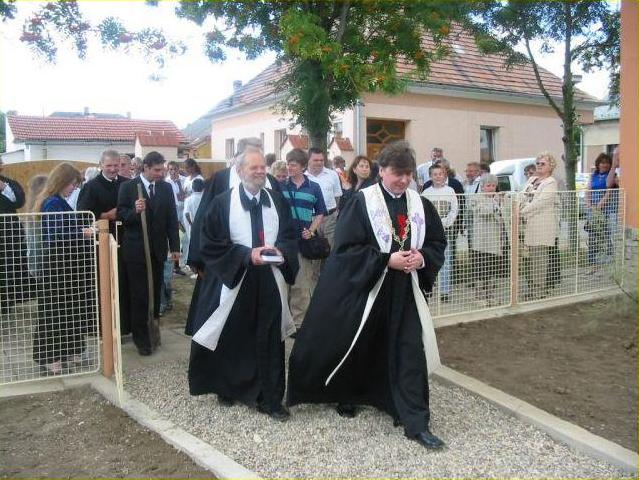
Oslavy 70. let sboru 2003
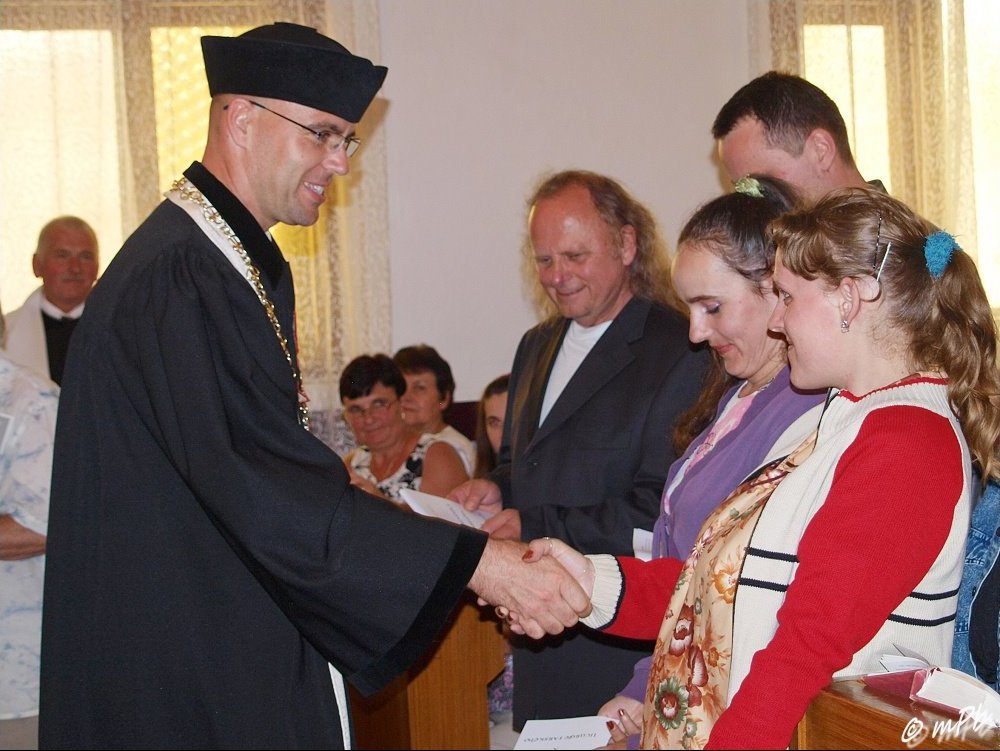
Biřmování 2013
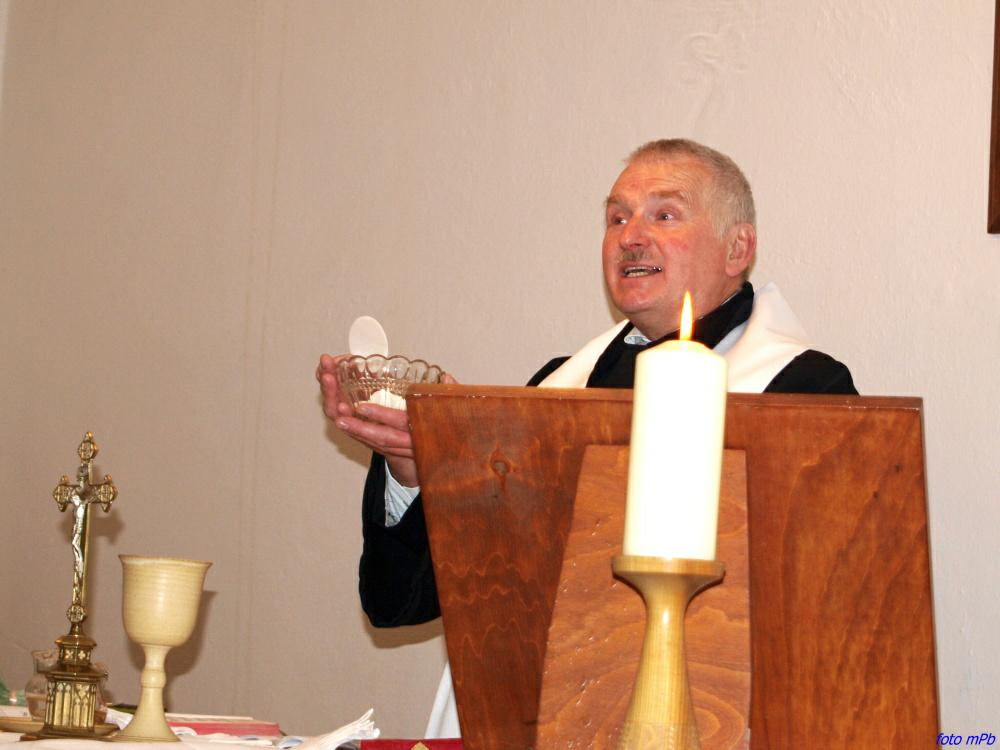
Farář Ivo Šimůnek
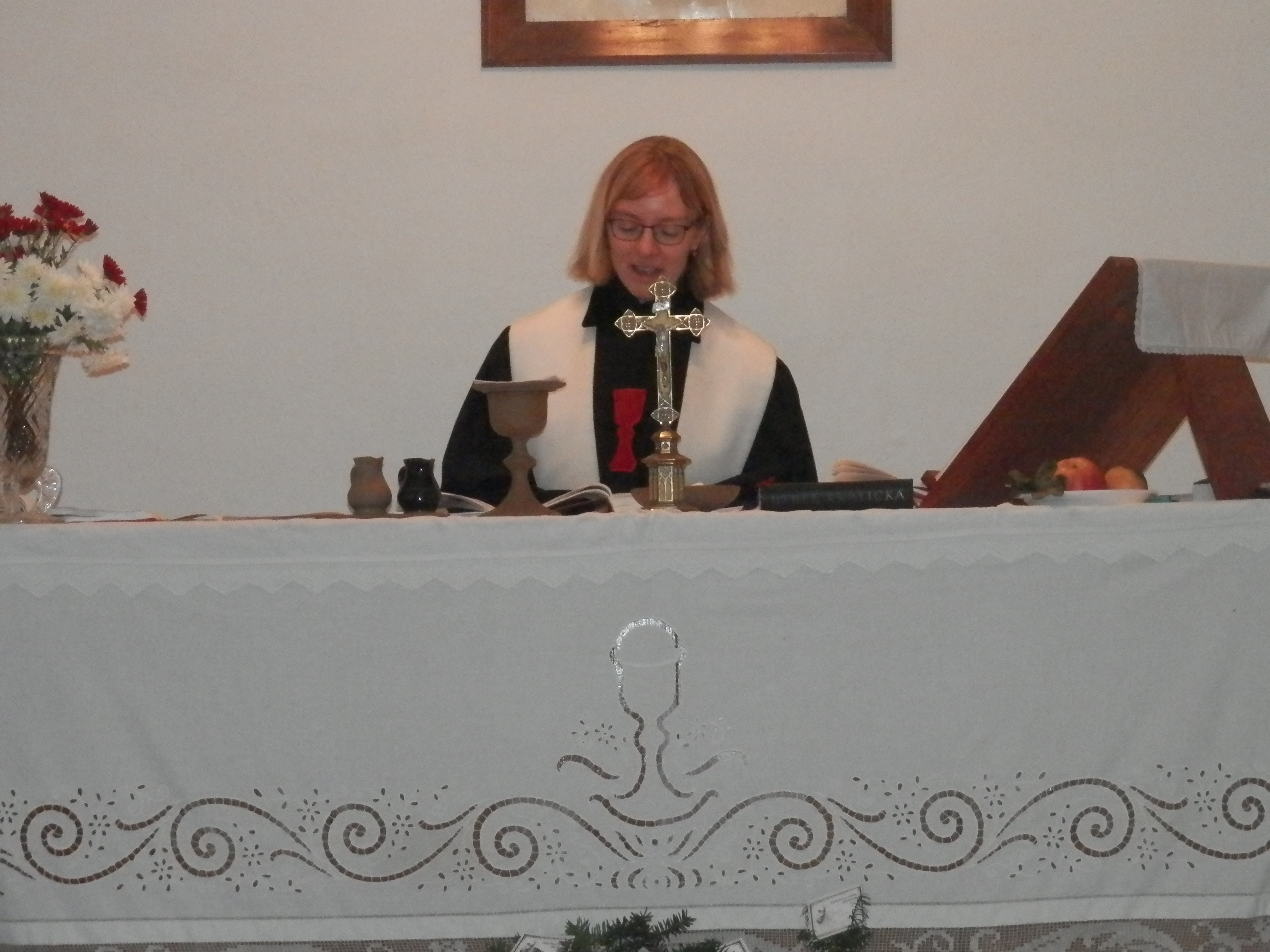
Farářka Helena Smolová
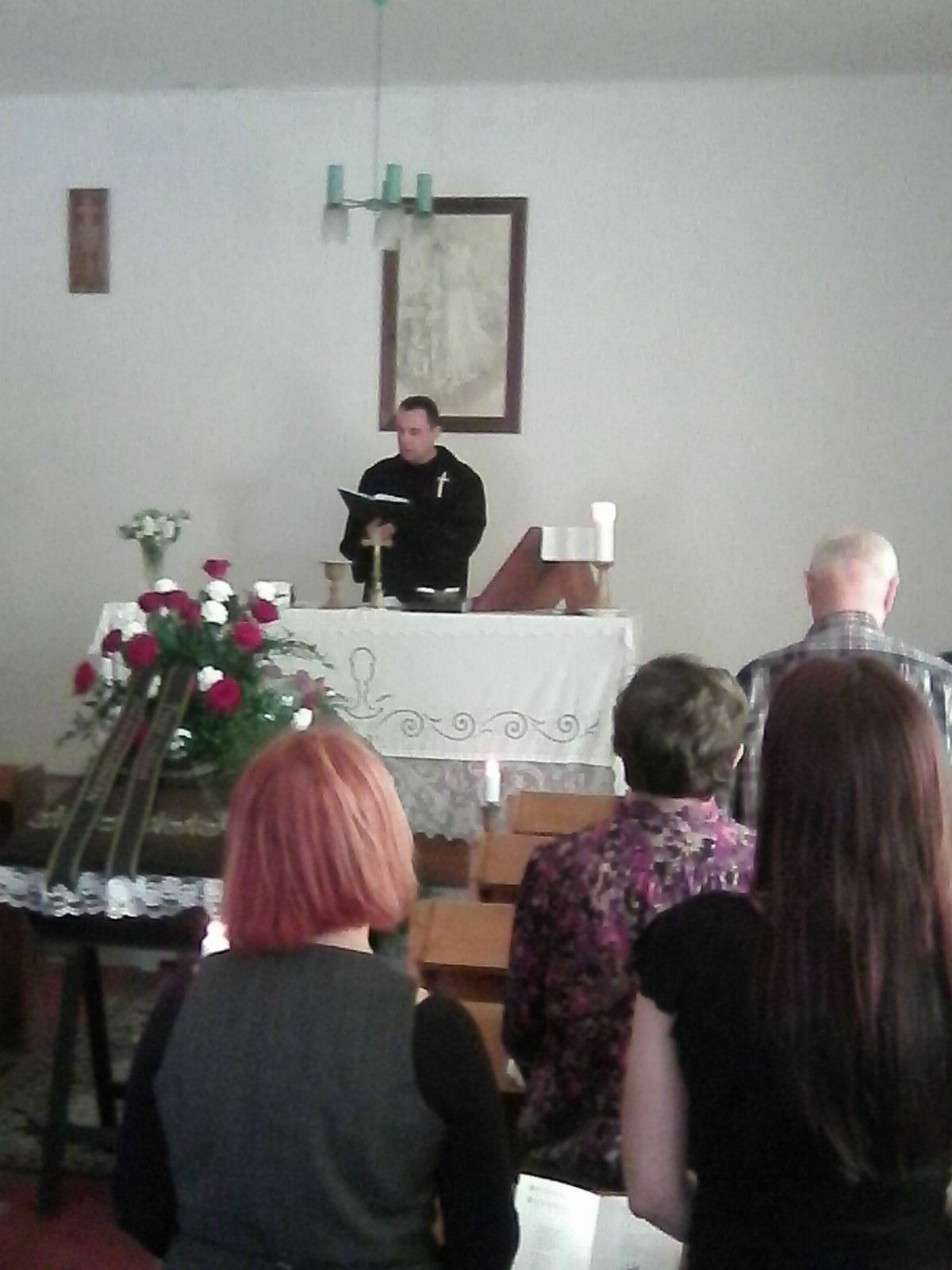
Kazatel Ivo Kraus
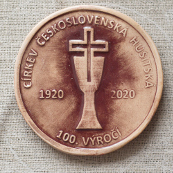
Pamětní medaile k 100-mu výročí vzniku církve 1920-2020